# Eremiten (tarotkort)

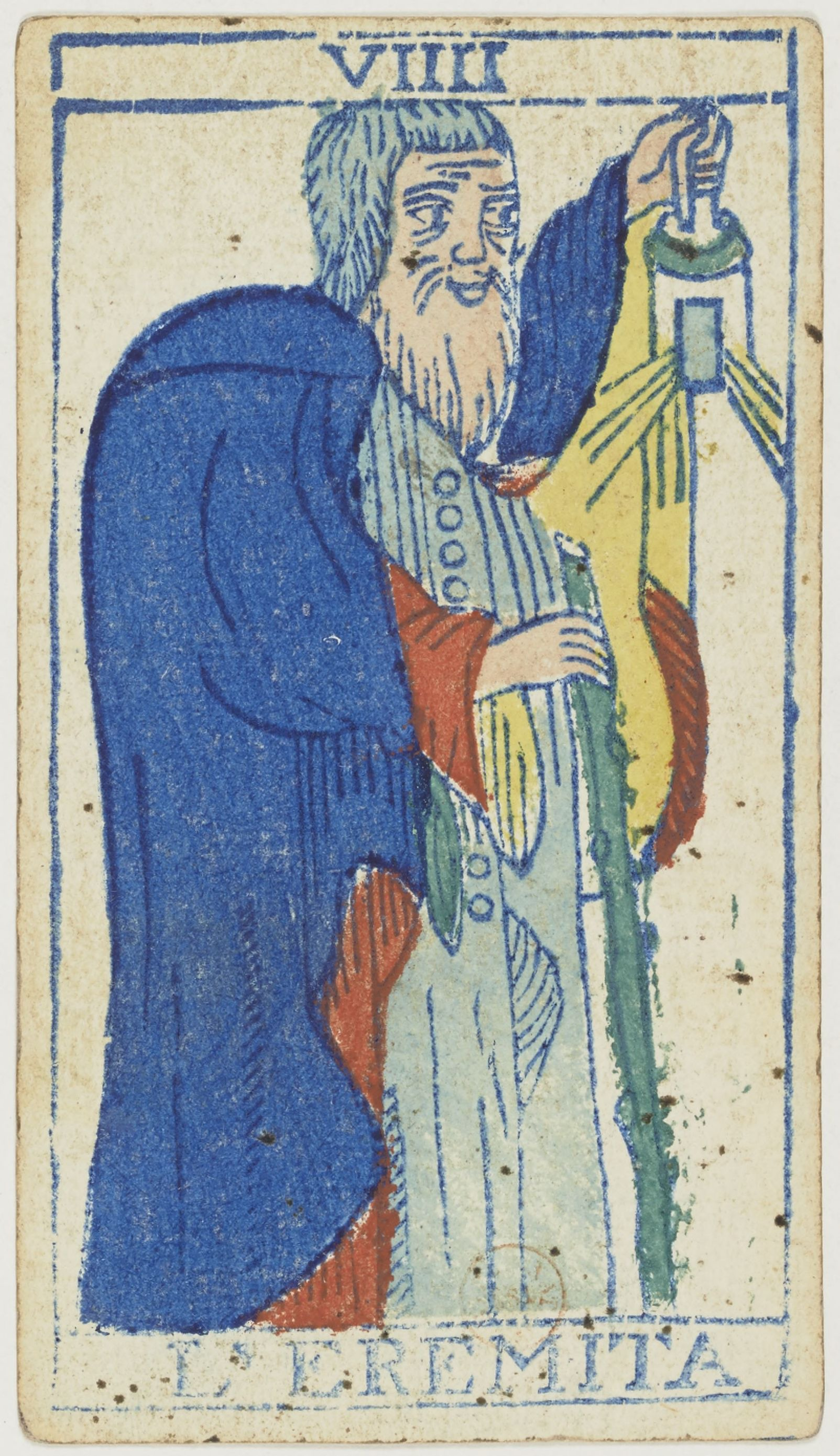
Eremiten med lykta och stav i händerna.

Eremiten är ett av de 78 korten i en tarotkortlek och är ett av de 22 stora arkanakorten. Kortet ses generellt som nummer 9. Rättvänt symboliserar kortet självreflektion, tillbakadragande, begrundande eller enskildhet. Omvänt symboliserar kortet ensamhet, isolering, avslag och att återgå till samhället. Kortet gestaltar generellt en äldre man som står på toppen av ett berg. I ena handen håller han en lykta och i andra handen håller han en stav. Inuti lyktan finns en sexuddig stjärna som föreställer Salomos sigill. I det stora hela har kortet förblivit oförändrat till skillnad från många andra tarotkort, men vissa variationer har ändå kunnat påvisas. På 1400-talet var eremiten en puckelryggad tiggare medan en annan kortlek från samma tidsperiod gestaltade eremiten som en symbol för tid med ett timglas i handen. Det var timglaset som med tiden skulle komma att bytas ut till lyktan han har idag. På 1500-talet framställdes eremiten fortfarande som en tiggare men då med kryckor och änglavingar.